# Hockey Club phocéen
Le Hockey Club phocéen (HCP)  est un club français de hockey sur glace basé à Marseille. Surnommé les Gabians de Marseille, l'équipe sénior évolue en Division 3 nationale. Le surnom de l'équipe, les Gabians, fait référence au nom provençal du goéland.

## Histoire
Le club est créé en 1968. Le président de l'époque, ainsi que le Français Roger Graveron et le Canadien Bob Walker sont les premiers entraîneurs du HCP de 1968 à 1974. Les Marseillais  changent souvent de patinoire au cours de leur histoire, du fait du manque d'infrastructures dans la Cité phocéenne. Ils évoluent dans une patinoire démontable Rue Raymond-Teisseire dans les années 1970, malgré ces conditions le club est champion de la ligue sud en 1972, de plus 2 joueurs (1 arrière & 1 goal) feront partie de l'équipe de France (championnat d'Europe 1974 moins de 19 ans en Roumanie) puis au Rouet la décennie suivante et à Cantini à la fin des années 1990 pour ensuite se déplacer à Aubagne. La ville de Marseille se dote du Palais omnisports Marseille Grand Est en décembre 2009, disposant entre autres d'une patinoire olympique accueillant les matchs des Gabians.
Le club enlève la deuxième place du Trophée Loisirs lors de la saison 2009-2010, et dispute le championnat de division 3 en 2011-2012.

### La fin
À la suite d'un manque cruel de trésorerie déséquilibrant le budget du club, le HCP se voit contraint de cesser son activité durant l'intersaison de 2012.